# Ibalia anceps
Ibalia anceps – gatunek błonkówki z rodziny zgniotowatych.

## Zasięg występowania
Ameryka Północna, występuje w Kanadzie i USA na obszarze od Nowej Szkocji, Ontario i Wisconsin na płn. po Teksas i Florydę na płd.

## Budowa ciała
Bardzo silnie bocznie spłaszczony odwłok jest dłuższy niż głowa i tułów razem wzięte. Pierwszy tarsomer stóp tylnej pary odnóży ma długość większą niż łączna długość wszystkich pozostałych; drugi z tarsomerów tej samej pary nóg ma na końcu długi wyrostek, sięgający aż do czwartego członu stopy. Czułki u samic składają się z 13 segmentów, u samców zaś - z 15.
Ubarwienie ciała w większości żółte z czarnymi akcentami na głowie, tułowiu i odwłoku. Przednia para skrzydeł znaczona brązowymi plamkami. Istnieją trzy odmiany barwne tego gatunku, różniące się ubarwieniem skrzydeł.

## Biologia i ekologia

### Tryb życia i biotop
Larwy są parazytoidami larw trzpienników z rodzaju Tremex żerujących na orzesznikach.